# IJzer-EDTA
IJzer-EDTA of DTPA-ijzerchelaat is een chemische stof, een complex van ijzer en EDTA, die zowel geschikt is als ijzermeststof voor planten als voor een bron van ijzer in voeding voor mensen.  IJzer-EDTA is een kristallijn, geel-bruin poeder, dat bijzonder goed oplost in water.  De chemische samenstelling is FeNa-EDTA.3H2O, waarbij EDTA staat voor “EthyleneDiamineTetraAcetic acid”.  Een andere aanduiding voor ijzer-EDTA in de context van voeding is natrium-ijzer(III)EDTA.  De farmaceutische naam is natriumferedetaat.  Complexering met EDTA dwingt het ijzerion in de driewaardige vorm. Een ander vorm is met ammonium in plaats van natrium.
IJzer is een micronutriënt die nodig is voor planten voor onder ander de chlorofylvorming en wortelgroei. Door zich te binden aan Fe2+ ionen voorkomt DTPA de neerslag van Fe2+ als Fe(OH)3, of Fe2O3 · n H2O, die slecht oplosbaar zijn als oxy-hydroxiden na hun oxidatie door zuurstof. Het verhoogt de oplosbaarheid van Fe2+ en Fe3+ ionen in water, en daarmee de biologische beschikbaarheid van ijzer voor planten.

## Toepassingen
In de landbouw kan de stof worden toegevoegd aan NPK-meststoffen en aan voedingsoplossingen in plantenteelt zonder aarde, bijvoorbeeld substraatteelt. Ook wordt het gebruikt voor bladbemesting van gewassen en bemesting van waterplanten in een aquarium. In voeding heeft het als voordeel dat het goed wordt opgenomen in fytaatrijke maaltijden en geen metaalsmaak geeft in dranken.  Sinds juni 2010 is het toegelaten in Europese Unie.
 Het wordt door de WHO (Wereldgezondheidsorganisatie) aanbevolen voor het verrijken van zowel tarwe- als maïsmeel. In China wordt het toegevoegd aan o.a. sojasaus en in een aantal Latijns-Amerikaanse landen aan instant poederlimonade. In India is het op de markt in staalpillen zonder bijwerkingen.
Er zijn voor plantenbemesting twee vloeibare DTPA-ijzerchelaten, namelijk 3 en 6%, in de handel. De 3% oplossing is op basis van natrium en de 6% op basis van ammonium.

## Geschiedenis
De eerste publicaties over ijzer‑EDTA dateren van de jaren veertig en vijftig. Vanwege de afwezigheid van smaak en risico op gebitsverkleuring is, in de jaren zestig, op basis van ijzer‑EDTA er een medicinale siroop ontwikkeld, die nog steeds in een aantal landen o.a. Frankrijk en Groot‑Brittannië,  op de markt is.  In de jaren zeventig werd ontdekt dat het uitstekend opneembaar is in voeding met een hoog fytaatgehalte. In het spijsverteringskanaal vormt fytaat onoplosbare complexen met metaalionen, waaronder ijzerionen, waardoor deze niet goed opneembaar worden. Dit is een belangrijke oorzaak van bloedarmoede. In de meeste ontwikkelingslanden is de dagelijkse voeding rijk aan fytaat en komt bloedarmoede veelvuldig voor. Volgens de laatste schattingen van de WHO lijdt één op vier mensen op de wereld aan deze aandoening. Wanneer een geschikte ijzerbron zoals ijzer‑EDTA aan een basisvoedingsproduct (bijvoorbeeld meel) zou kunnen worden toegevoegd,  dan kan bloedarmoede sterk teruggedrongen worden.  In de jaren tachtig en negentig hebben de Amerikaanse organisaties USAID en ILSI zich ingespannen om ijzer‑EDTA goedgekeurd te krijgen voor gebruik in voeding bij de JECFA (Joint (FAO/WHO) Expert Committee on Food Additives). Dit is uiteindelijk gelukt in 1999. Daarna volgde goedkeuring door de Amerikaanse FDA (Food and Drug Administration) in 2006 en door de Europese Commissie in 2010. In de landbouw is ijzer‑EDTA al tientallen jaren een veelgebruikt product.

## Productie
’s Werelds grootste producent van ijzer‑EDTA, zowel voor de landbouw als voor voeding, is op dit moment de vestiging van AkzoNobel in Herkenbosch (bij Roermond).

## Productiemethoden
IJzer-EDTA kan ook worden bereid met behulp van verschillende bronnen van carbonaten, chloriden en sulfaten.

### IJzer(II)-EDTA met gebruik van carbonaten
Combinatie van ijzercarbomaat, EDTA-zuur en natriumhydroxide geeft ijzer-EDTA:
FeCO3 + C10H16N2O8 + 2 NaOH → C10H12FeNa2N2O8 • 2 H2O + CO2 + H2O
Dit geeft minimaal 12 % Fe in chelaatvorm.

### IJzer(III)-EDTA met gebruik van chloriden
Combinatie van ijzer(III)chloride, EDTA-zuur en natriumhydroxide geeft ijzer-EDTA:
FeCl3 + C10H16N2O8 + 4 NaOH → C10H12FeNaN2O8 + 3 NaCl + 4 H2O		
Dit geeft 9,0 % Fe. Om het ijzergehalte te verhogen moet met behulp van kristallisatie het natriumchloride worden afgescheiden en moet na afkoelen tot 40 °C geënt worden met ijzer-EDTApoeder.

### IJzer(II)-EDTA met gebruik van sulfaten
Combinatie van ijzersulfaat, EDTA-zuur en natriumhydroxide geeft ijzer-EDTA:
FeSO4 + C10H16N2O8 + 4 NaOH → C10H12FeNa2N2O8 + Na2SO4 + 2 H2O 
Deze combinatie geeft ongeveer 9,5 % Fe.

## Handelsnamen
De AkzoNobel-handelsnaam van ijzer‑EDTA (natrium vorm) voor gebruik in de landbouw is “Dissolvine® E‑Fe‑13” en in voeding “Ferrazone®”.

## Veiligheid
In 2009 sprak de EFSA (European Food Safety Authority) zich uit over de veiligheid van ijzer-EDTA voor menselijke consumptie. Onder de aanbevolen innameniveaus kan het gebruik van ijzer‑EDTA beschouwd worden als “no matter of safety concern” of wel “geen reden tot bezorgdheid”.